# Bodedia gracilior
Bodedia gracilior är en stekelart som beskrevs av André Seyrig 1952. Bodedia gracilior ingår i släktet Bodedia och familjen brokparasitsteklar. Inga underarter finns listade.